# Czarnoksiężnik z Oz: Powrót Dorotki
Czarnoksiężnik z Oz: Powrót Dorotki (ang.: Legends of Oz: Dorothy's Return) – amerykański animowany musical z 2014 roku w reżyserii Dana St. Pierre i Willa Finna. Adaptacja powieści Rogera Stantona Bauma (praprawnuka Lymana Franka Bauma) pt.: „Dorothy of Oz” z 1989 roku.

## Obsada
- Lea Michele jako Dorotka
- Hugh Dancy jako Marshall Mallow
- Dan Aykroyd jako Strach na wróble
- Kelsey Grammer jako Blaszany Człowiek
- James Belushi jako Tchórzliwy Lew
- Martin Short jako Jester (głos)
- Megan Hilty jako Porcelanowa księżniczka
- Patrick Stewart jako Tugg
- Oliver Platt jako Mądra sowa
- Michael Krawic jako Wujek Henry
- Tacey Adams jako Ciocia Em
- Breanna Lynn
- Ayana Haviv jako Panna służebna
- Bernadette Peters jako Glinda
- Tom Kenny jako Munchkin Suitor
- Brian Blessed jako sędzia Jawbreaker
- Douglas Hodge jako Prawnik Fruit Stripe
- Pete Sepenuk jako Tata Drzewo
- Filip Watermann jako Latająca małpa
- Betsy Roth jako Mama Drzewo
- Randy Crenshaw jako Chiński strażnik / Szeryf Kansas
- Leonard Dozier jako ojciec z Kansas / Drzewo

## Wersja polska
Opracowanie wersji polskiej: Studio PRL na zlecenie Kino Świat

Reżyseria: Dariusz Błażejewski

Dialogi: Bartosz Fukiet

W wersji polskiej wystąpili:
- Anna Cieślak – Dorotka (dialogi)
- Magdalena Wasylik - Dorotka (śpiew)
- Jarosław Boberek – Błazen
- Wojciech Machnicki – Marszałek Pianka
- Anna Sztejner – Porcelanowa Księżniczka
- Jan Kulczycki – Drewniak
- Cezary Żak – Sowa Mądralek
- Michał Wójcik – Strach na wróble
- Marcin Wójcik – Tchórzliwy Lew
- Waldemar Wilkołek – Blaszany Drwal
- Joanna Domańska – Glinda